# Mary Helena Fortune
 (août 2022).
Si vous disposez d'ouvrages ou d'articles de référence ou si vous connaissez des sites web de qualité traitant du thème abordé ici, merci de compléter l'article en donnant les références utiles à sa vérifiabilité et en les liant à la section « Notes et références ».
Mary Helena Fortune est une poétesse, journaliste, rédactrice de journaux de voyages, et autrice de romans policiers et d’horreur gothique australienne. Connue notamment pour sa série The Detective's Album, une des premières histoires policières rédigées du point de vue du détective.

## Biographie
Née à Belfast en Irlande aux environs de 1833, Mary Helena Fortune, Wilson de son nom de naissance, est orpheline de mère dès son plus jeune âge (sa mère, Eleanor, née Atkinson, est probablement morte en couches). Son père veuf, ingénieur civil, émigre au Canada, à Montreal, il emmène sa fille avec lui.
Le 25 mars 1851, à Melbourne (Canada), elle épouse Joseph Fortune dont elle a un fils Joseph George. Son père quitte le Canada pour l’Australie attiré par la ruée vers l’or qui s’y déroule. Elle le suit avec son fils, quittant son mari, car elle a reçu une offre d’emploi de journaliste dans le journal Ladies Companion afin de réaliser des articles sur cette ruée vers l’or. Elle débarque à Québec, Victoria en Australie le 3 octobre 1855. 
En novembre 1856, elle donne naissance à un second fils, Eastbourne Valley (dit George), sous le nom de son époux, mais il n'est fait mention d’aucune visite de ce dernier en Australie. L'enfant est donc probablement illégitime.
Bien que The Mount Alexander Mail lui retire son offre d’emploi en découvrant qu’elle est une femme, elle se trouve bientôt plus à l’aise financièrement car d’autres journaux locaux lui offrent du travail et certains sont même très heureux de publier ses poésies. En 1865, elle commence à publier des romans policiers pour l'Australian Journal, ce qui fait que sa carrière débute en même temps que celle d'Émile Gaboriau.
Son fils aîné meurt en 1858. Le 25 octobre de la même année, elle épouse Percy Rollo Brett à Dunolly Victoria. Son nouvel époux est officier de police. On a supposé qu’il lui racontait les affaires dont il était témoin. Ce mariage la rend certainement bigame, car elle n’a pas divorcé de Joseph Fortune, probablement toujours en vie à cette époque-là.
Prolifique, elle écrit plus de 500 romans à énigmes durant 40 ans, et nombre d’entre eux mettent en scène le détective Mark Sinclair. Elle acquiert assez de célébrité pour qu’un cheval et un lévrier de course soient baptisés d’après elle.
Elle devient alcoolique et est arrêtée plusieurs fois pour ivresse sur la voie publique. Lorsqu’elle devient aveugle et incapable d’écrire, le journal Australian Journal lui verse une petite annuité. Elle meurt en 1911 dans le Benevolent Asylum où elle a été accueillie l’année précédente. Sa mort passe inaperçue car elle a toujours écrit sous pseudonyme. D'ailleurs, l'un desdits pseudonymes, Waif Wander signifie « enfant errant », ce qui décrit assez bien l'existence de Mary Helena Fortune.

## The Detective’s Album
Publiée dans l'Australian Journal pendant plus de quarante ans, de 1868 à 1908, la série du détective Mark Sinclair, The Detective's Album est l’une des carrières policières littéraires les plus longues connues. En 1871, sept de ces histoires sont publiées sous le titre The Detective’s Album : Tales of the Australian Police.

### Romans
- Bertha's Legacy (1866)
- Clyzia the Dwarf : A Romance (1866)
- The Secrets of Balbrooke : A Tale (1866)
- The Bushranger's Autobiography (1872)
- Dan Lyons' Doom (1884)
- Dora Carleton : A Tale of Australia (1886)

### Recueils de nouvelles
- The Detective's Album : Tales of the Australian Police (1871)
- The Fortunes of Mary Fortune (1996) edited by Lucy Sussex
- Three Murder Mysteries (2009)

### Recueil de poésie
- Cooee and Other Poems (1995)